# Deahna Kraft
Deahna Kraft (* 11. Oktober 1998 auf Hawaii) ist eine US-amerikanische Beachvolleyballspielerin.

## Karriere
Deahna Kraft wurde auf Hawaii geboren und zog mit neun Jahren nach Seattle um. Hier spielte sie an der Garfield High School Hallenvolleyball und Fußball. Von 2017 bis 2020 spielte Kraft mit verschiedenen Partnerinnen Beachvolleyball an der Pepperdine University. 2020/21 war sie bei den Wisconsin Badgers im Hallenvolleyball aktiv. 2022 spielte sie mit Alexandra Wheeler überwiegend auf der AVP Tour und gewann dabei das Open-Turnier in Virginia Beach. 2023 war Zana Muno Krafts Partnerin. Mit Molly Shaw gewann sie im Dezember 2023 das NORCECA-Turnier in San Salvador.
2024 startete Kraft an der Seite von Lexy Denaburg. Auf der World Pro Tour gewannen Denaburg/Kraft das Futures-Turnier im belgischen Leuven und erreichten Platz vier beim Elite16-Turnier im brasilianischen João Pessoa. Mit Xolani Hodel wurde Kraft eine Saison später jeweils Neunte bei den Challengers in Xiamen und Alanya. Noch etwas besser lief es mit Molly Phillips beim gleichartigen Event in Baden. Das Duo aus den Vereinigten Staaten eliminierte im Achtelfinale die  amtierenden Europameisterinnen Tetjana Lasarenko und Maryna Hladun und sicherte sich so den geteilten fünften Rang.